# Cappella Bonacolsi
La cappella Bonacolsi è una cappella situata nel centro storico di Mantova in piazza Sordello.

## Storia e descrizione
L'oratorio privato della nobile famiglia Bonacolsi (8,85x3,66 m.) fu costruito alla fine del XIII secolo su un cavalcavia adibito a loggia, che collegava due edifici della civitas vetus di proprietà dal 1281 di Pinamonte, signore di Mantova, e da molti ritenuta erroneamente ubicata nella attigua torre della Gabbia. L'importanza della costruzione è forse dovuta alla presenza di importanti prelati nella famiglia: Bonaccorso e Giovanni dei Bonacolsi, canonici della basilica di Sant'Andrea e di Filippo dei Bonacolsi, vescovo di Trento e poi di Mantova nel 1303. Dopo la cruenta caduta dei Bonacolsi nel 1328, la proprietà passò ai Gonzaga.
La cappella è attualmente di proprietà privata e non è visitabile (2015).

## Affreschi
Gli affreschi di scuola giottesca (primo quarto del XIV secolo, realizzati in tre fasi diverse), arricchiti da larghe fasce verticali, che ornano la cappella Bonacolsi vennero casualmente scoperti nel 1857. Dopo il ritrovamento, molti affreschi vennero staccati e venduti. Questi sono conservati in alcuni musei:
- Sposalizio mistico di santa Caterina, 139x134 cm., collezione Freddi, esposta nel Castello di San Giorgio a Mantova[4]
- Crocefissione, Galleria d'arte Fondazione Banca Agricola Mantovana, Mantova[5]
- Santo diacono con dalmatica (forse San Lorenzo), J.F. Willumsens Museum, Frederikssund, Danimarca[6]
- Due angeli, 59,4x80 cm., Metropolitan Museum of Art,[7] New York, USA (attribuiti a seguaci di Giotto[8])

Le pareti mostrano ancora però tracce di dipinti:
- Battesimo di Cristo;
- Gesù tra i dottori,
- Adorazione dei Magi,

attribuiti al pittore modenese Serafino de' Serafini, autore degli affreschi della cappella Gonzaga nella Chiesa di San Francesco di Mantova.
- San Pietro e San Paolo,
- Matrimonio mistico di santa Caterina (frammento).

Tutti gli affreschi sopravvissuti hanno subito danni nel corso dei secoli, a causa soprattutto dell'acqua piovana penetrata dal tetto.